# Leo Beenhakker
Leo Beenhakker   (Rotterdam, 2 d'agost de 1942 - Rotterdam, 10 d'abril de 2025) era un entrenador de futbol neerlandès.
Va ser entrenador de clubs prestigiosos com l'Ajax, el Feyenoord, el Reial Madrid i el Reial Saragossa. També ha estat seleccionador de l'Aràbia Saudita i dels Països Baixos. Un dels seus grans èxits va ser classificar la Selecció de futbol de Trinitat i Tobago per al Mundial 2006 per primera vegada en la seva història.

## Biografia
La seva carrera com a entrenador es va iniciar el 1968 amb SC Veendam.
El 1980 va arribar a Espanya com a entrenador del Reial Saragossa. De 1984 a 1985, va estar amb l'FC Volendam. Després, va dirigir la Selecció de futbol dels Països Baixos. De 1986 a 1989 va estar al capdavant del Reial Madrid CF, on va guanyar la Lliga els anys 1986, 1987 i 1988, i el 1989 va guanyar la Copa del Rei.
El 1989, va tornar a l'Ajax d'Amsterdam per repetir el campionat de la Lliga el 1990. En aquest mateix any, va tornar a dirigir a la selecció neerlandesa i l'Ajax entre 1990 i 1991.
El 1992, va tornar al Reial Madrid CF. Amb el Grasshoppers de Suïssa hi va estar durant la temporada 1992 - 1993 i posteriorment a la Selecció de futbol de l'Aràbia Saudita de 1993 a 1994.
Va arribar al Club América per a la temporada 1994 - 1995 i després de dirigir 31 partits de la lliga, va ser sobtadament cessat el 6 d'abril de 1995. Després es va dirigir a l'Istanbulspor AS, per tornar a Mèxic a dirigir al Chivas de Guadalajara, el 1996.
De 1996 a 1997 va dirigir el Vitesse Arnhem. Aquest mateix any, va arribar al Feyenoord i va conquerir la lliga d'Holanda el 1999.
De 2000 a 2003 va ser director esportiu de l'Ajax, durant aquest període, va acomiadar Co Adriaanse substituint-lo per Ronald Koeman. Va tornar a Mèxic amb el Club América per al Torneig Obertura 2003. El maig de 2007, el Feyenoord va requerir els seus serveis per dirigir el primer equip en els playoffs de la temporada 2006-2007.
Va ser entrenador de la selecció de futbol de Polònia des de l'11 de juliol del 2006 i fins al 10 de setembre del 2009, quan va ser destituït després de l'eliminació definitiva de la classificació a la Copa del Món de futbol 2010.

### Palmarès com a entrenador
- Lligues: 1986-1987, 1987-1988, 1988-1989 (Reial Madrid)
- Copa del Rei: 1988-1989 (Reial Madrid)
- Eredivisie: 1979-1980, 1989-1990 (Ajax Amsterdam), 1998 - 1999 (Feyenoord Rotterdam).
- Finalista de la Copa de Suïssa: 1992-1993 (Grasshopper-Club)